# Cherleria circassica
Cherleria circassica là loài thực vật có hoa thuộc họ Cẩm chướng. Loài này được Nikolai Michailovich Albov mô tả khoa học đầu tiên năm 1894 dưới danh pháp Alsine circassica. Năm 1914 Yury Nikolaevitch Voronov chuyển nó sang chi Minuartia như là Minuartia circassica. Năm 1930 Alexander Alfonsovich Grossheim hợp lệ hóa nó.  Năm 2017 Abigail J. Moore và Markus S. Dillenberger chuyển nó sang chi  Cherleria.

## Từ nguyên
Tính từ định danh circassica lấy theo Circassia (Cherkessia) - địa danh lịch sử nằm ở tây bắc Kavkaz, nơi Albov thu mẫu holotype: "Circassie: Mont Ochten, 8000 p.", 1893, Alboff 298.

## Phân bố
Loài bản địa khu vực từ miền đông Thổ Nhĩ Kỳ tới Kavkaz.